# Millennium Estoril Open 2019
Il Millennium Estoril Open 2019 è stato la 30ª edizione del torneo precedentemente noto come Portugal Open, facente parte dell'ATP Tour 250 nell'ambito dell'ATP Tour 2019. L'evento si è giocato sulla terra rossa del Clube de Ténis do Estoril a Cascais, in Portogallo, dal 29 aprile al 5 maggio 2019.

## Partecipanti

### Teste di serie
| Nazione     | Giocatore           | Ranking* | Testa di serie |
| ----------- | ------------------- | -------- | -------------- |
| Grecia      | Stefanos Tsitsipas  | 8        | 1              |
| Italia      | Fabio Fognini       | 12       | 2              |
| Francia     | Gaël Monfils        | 19       | 3              |
| Belgio      | David Goffin        | 22       | 4              |
| Serbia      | Dušan Lajović       | 24       | 5              |
| Australia   | Alex de Minaur      | 26       | 6              |
| Spagna      | Pablo Carreño Busta | 29       | 7              |
| Stati Uniti | Frances Tiafoe      | 30       | 8              |

* Ranking al 22 aprile 2019.

### Altri partecipanti
I seguenti giocatori hanno ricevuto una wild card per il tabellone principale:
- Pablo Carreño Busta
- David Goffin
- Pedro Sousa

Il seguente giocatore è entrato in tabellone come special exempt:
- Filip Krajinović

I seguenti giocatori sono passati dalle qualificazioni:

- Salvatore Caruso
- Alejandro Davidovich Fokina
- João Domingues
- Alexei Popyrin

I seguenti giocatori sono entrati in tabellone come lucky loser:
- Filippo Baldi
- Pablo Cuevas

### Ritiri
Prima del torneo
- Kevin Anderson → sostituito da  Hugo Dellien
- Fabio Fognini → sostituito da  Filippo Baldi
- Filip Krajinović → sostituito da  Pablo Cuevas
- Jaume Munar → sostituito da  Nicolás Jarry
- Cameron Norrie → sostituito da  Guido Andreozzi

Durante il torneo
- John Millman

## Punti e montepremi
| Torneo    | Torneo              | V      | F      | SF     | QF     | 2T    | 1T    | Q  | Q2    | Q1    |
| Singolare | Punti               | 250    | 150    | 90     | 45     | 20    | 0     | 12 | 6     | 0     |
| Singolare | Premi in denaro (€) | 90.390 | 48.870 | 26.990 | 15.335 | 8.815 | 5.285 | –  | 2.555 | 1.280 |
| Doppio    | Punti               | 250    | 150    | 90     | 45     | –     | 0     | –  | –     | –     |
| Doppio    | Premi in denaro (€) | 29.650 | 15.200 | 8.240  | 4.710  | –     | 2.760 | –  | –     | –     |

## Campioni

### Singolare
Stefanos Tsitsipas ha sconfitto in finale  Pablo Cuevas con il punteggio di 6-3, 7–6(4).
- È il terzo titolo in carriera per Tsitsipas, secondo della stagione.

### Doppio
Jérémy Chardy /  Fabrice Martin hanno sconfitto in finale  Luke Bambridge /  Jonny O'Mara con il punteggio di 7-5, 7–6(3).